# Sylvia (1984)
Sylvia ist ein Dokumentarfilm des DEFA-Studios für Dokumentarfilme von Ernst Cantzler aus dem Jahr 1984. 

## Handlung
Sylvia Erdmann ist 26 Jahre alt, ledig, ohne Kind, leicht behindert und arbeitet in der Jugendbrigade „Progress I“ im Betriebsteil Pankow des Werks für Fernsehelektronik Berlin. Sie kommt zu ihrer 428. Nachtschicht und trifft hier auf Frauen, die sich nicht gesucht, aber doch gefunden haben. Bei allen Dingen, die sie gemeinsam haben, meint es das Leben unterschiedlich gut mit ihnen. Private Probleme können sie hier ohne Schwierigkeiten aussprechen, was für alle hier sehr wichtig ist. 
Die Arbeit ist eintönig und stupide, doch das ist wohl in den meisten Berufen so, dass sich immer alles wiederholt. Wenn Sylvia jemanden erklären sollte, was sie arbeitet, könnte sie das nicht, da der andere keine Ahnung davon hat. Ihre Arbeit braucht viel Feingefühl und unglaubliche Geduld, wird dafür aber auch gut bezahlt. Sie setzt elektronische Bauelemente für die Mess-, Steuerungs- und Regelungstechnik im Drei-Schicht-System zusammen. Gerne hätte sie einen anderen Beruf, zum Beispiel Krankenschwester, erlernt, jedoch kam für sie wegen ihrer Behinderung nur eine sitzende Tätigkeit in Frage und so wurde sie Uhrmacherin.
Sylvia gehört zu denen, die immer versuchen, ehrlich ihre Meinung zu sagen. Das hält sie auch bei Brigadeversammlungen so, selbst wenn es gegen den Meister geht, weil der eine Kollegin ungerecht behandelt hat. Trotz kleiner Probleme gefällt es ihr im Betrieb, sie kommt mit ihren Kolleginnen und dem Meister gut aus und der Arbeitsplatz ist ihr trotz Behinderung sicher. Nur qualifizieren möchte sie sich nicht, da sie privat in ihrem Leben noch einiges vor und Angst vor einer eventuellen Niederlage hat; mehr Geld würde sie auch nicht verdienen.
Sylvia wird von ihren Kolleginnen aufgefordert, ein Lied zu singen, doch vor der Kamera möchte sie das nicht. Sie kommt aus einer musikalischen Familie, ihr Vater und ein Onkel spielten Kontrabass und sie selbst spielte als Kind Querflöte, was sie aber heute nicht mehr kann. Jetzt singt sie nur noch bei Familienfeiern oder wenn eine Musikgruppe mal eine gute Stimme sucht, auch wenn die Sängerin zu den dickeren Frauen gehört. Für eine Profi-Karriere mit Studium müsste sie auch noch ein Instrument spielen lernen, was sie nicht kann. Sie hat auch ein Problem mit der Bekleidungsindustrie, die offensichtlich denkt, es gäbe  nur alte dicke Frauen, denn für junge Dicke gibt es nichts Modisches zu kaufen. Wenn sie selbst nicht ein wenig nähen könnte, würde sie manchmal überhaupt nichts zum Anziehen haben, sagt sie.
Manches in Sylvias Biografie ist noch offen. Illusionen hat sie keine, dafür aber Hoffnungen, Träume und noch nicht erfüllte Wünsche.

## Produktion und Veröffentlichung
Sylvia wurde von der Künstlerischen Arbeitsgruppe (KAG) Kontakt unter dem Arbeitstitel Frauen in Berlin als Schwarzweißfilm gedreht und hatte seine erste nachweisbare Aufführung am 5. April 1984 im Berliner Kino Babylon. Der normale Anlauf in den Kinos der DDR erfolgte am 1. Juni 1984.
Die Dramaturgie lag in den Händen von Irmgard Ritterbusch und das Szenarium stammt von Ernst Cantzler.
Die Außenaufnahmen entstanden in der Berliner Straße nahe dem S-Bahnhof Berlin-Pankow.